# Rohit Mirza
Rohit Mirza (* 15. August 1991 in Mumbai) ist ein indischer Fußballspieler.

## Karriere
Mirza begann seine Karriere bei Mumbai FC, aus dessen Jugend er kam. Sein Debüt gab er am 11. Mai 2013 gegen Sporting Clube de Goa, das Spiel endete 2:2. Mirza stand in der Startelf und wurde in der 57. Minute ausgewechselt. 2014 wechselte er zu Mumbai City FC.